# رابی مانسون
رابی مانسون (انگلیسی: Robbie Manson؛ زادهٔ ۱۱ اکتبر ۱۹۸۹) ورزشکار روئینگ اهل نیوزیلند است.
مانسون در سال ۱۹۸۹ متولد شد. وی از خانواده قایقرانان است، پدرش قهرمان ملی سبک‌وزن تک نفره در سال ۱۹۸۵ است و برادرش کارل نیز در مسابقات بین‌المللی شرکت می‌کند.
او در مسابقات جهانی قایقرانی ۲۰۱۵ موفق به کسب مدال برنز شد.در مسابقات ملی پوشان قایقرانی نیوزلند در سال ۲۰۱۷ در دریاچه رواتانیوها، وی با کریس هریس همکاری کرد و آنها قهرمان ملی شدند.مانسون همچنین به کمک غیبت مهی درازدیل و هیمیش باند به قهرمان تیم ملی تک نفره تبدیل شد.
در سال ۲۰۱۴، مانسون به عنوان اولین فرد دگرباش جنسی در قایقرانی از نیوزیلند ظاهر شد.
در سال ۲۰۱۷، مانسون در مسابقات جام جهانی روئینگ کاپ II در پوزنان لهستان به مقام اول تک نفره مردان دست یافت و رکورد جدیدی را با زمان ۶: ۳۰٫۷۴ در جهان ثبت کرد.